# Reunion (videojuego)
Reunion es un videojuego de estrategia espacial desarrollado por Amnesty Design (actualmente Digital Reality). El juego fue programado por János Kistamás, Krisztián Jámbor y Attila Lendvai para Amiga y por István Beso para MS-DOS. La banda sonora estuvo hecha por Tamás Kreiner.

## Trama
Durante el siglo XXVII, siglos de paz han permitido un gran progreso científico en el desarrollo del primer warp drive interestelar. Dos naves estelares de investigation, la Explorer-1 y la Explorer-2, son equipadas con warp drive experimentales y enviadas al espacio exterior con la finalidad de encontrar planetas aptos para la colonización. Solo la Explorer-2 regresó a la Tierra. 
Re-adaptada como nave colonizadora , la Explorer-2 ha sido preparada para una nueva misión cuando, de repente, la paz se ve interrumpida y un nuevo conflicto bélico comienza. Una rebelión a nivel planetario derroca al gobierno mundial y sume al planeta en un estado de caos. La Explorer-2, tripulada por una tripulación leal al derrocado gobierno, huye de la rebelión y deja el Sistema Solar. Años más tarde, con la rebelión ya finalizada, la Explorer-2 llega averiada a su destino, crea una colonia y la llama Tierra Nueva. 
Tras varias generaciones, esta colonia ha avanzado considerablemente y se plantea una importante y complicada misión: Explorar el espacio cercano, desarrollar nuevas tecnologías, preparar una flota espacial y finalmente, reconquistar y reunificar el planeta Tierra, lo cual consistiría en la mayor Reunion en la historia de la humanidad.